# 灵渠
灵渠，又名湘桂运河、兴安运河，俗稱為陡河，位于广西桂林市兴安县境内，是世界上最古老的运河之一，是目前所知世界上最古老的盘山渠道，也是中国古代著名的水利工程。它开凿于秦代，沟通长江水系的湘江和珠江水系的漓江（桂江上游），自古以来是岭南地区与中原地区之间的水路交通要道。1988年，灵渠獲中华人民共和国国务院公布为第三批全国重点文物保护单位之一。2018年8月13日，灵渠等4个项目入选2018年（第五批）世界灌溉工程遗产名录。2021年1月，“灵渠”入选第四批国家水情教育基地名单。

## 历史沿革

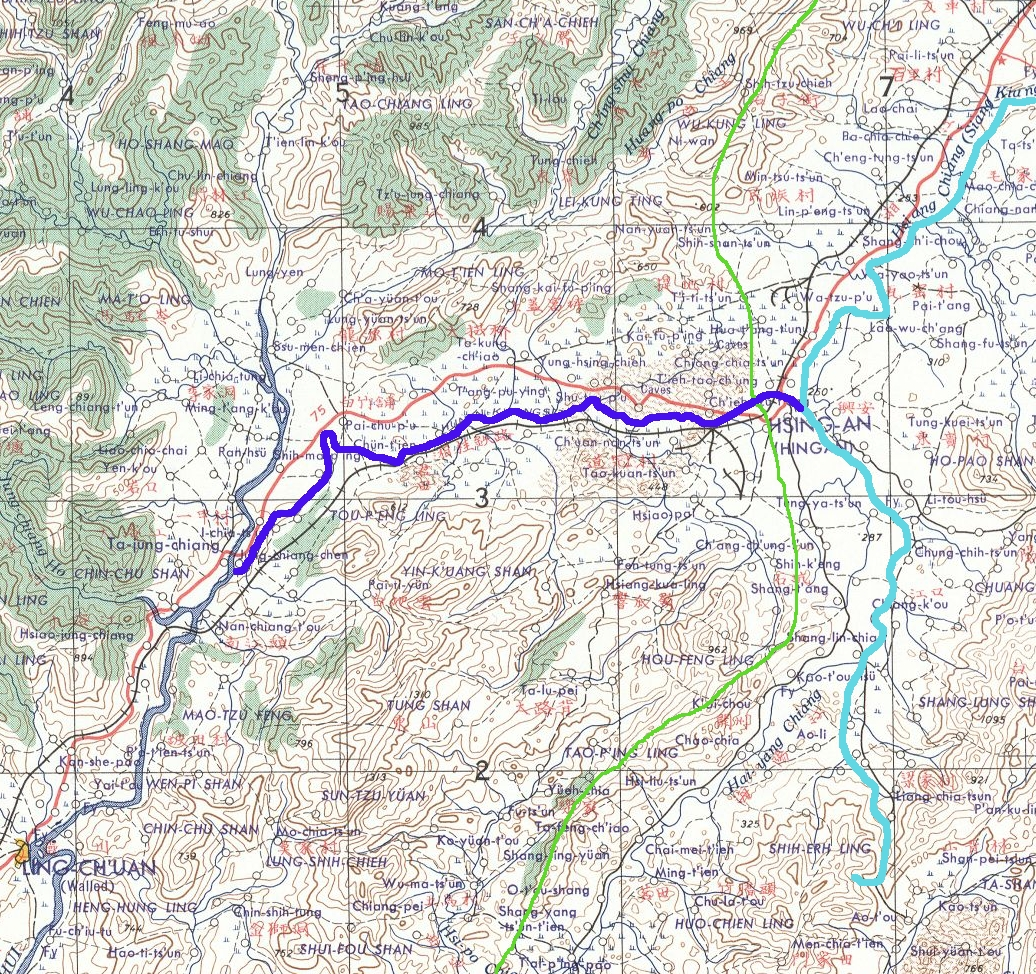
灵渠流经的地区

秦始皇扫灭六国后，为运送征服岭南所需的军队和物资，便命史禄开凿河渠以沟通湘灕二水。运河在秦始皇二十八年（前219年）至三十三年（前214年）修成， 初名秦凿渠，后因漓江的上游为零水，故又称零渠、澪渠。唐代以后，方改名为灵渠，但也俗称为陡河。它自贯通后，二千多年来就一直是岭南与中原地区之间的水路交通要道。历史上各朝代都对灵渠进行过修葺，有记载且规模较大的便有23次。1936年随着粤汉铁路、湘桂铁路、湘桂公路的建成通车，灵渠航运逐渐停止。1958年，三里陡水利闸坝建设后，灵渠断航。仅在南陡口至县城一段有少数农副业船通航，70年代停滞应用。此后渠道也因年久失修而淤塞，两侧堤岸多处崩塌。其后进行了大规模整修，恢复了传统风貌，但目前只以农业灌溉和城市供水为主。现在北渠仅作为观光和纪念使用；南渠亦不通航，虽保留下河道，但大量陡门（最早出现在1400年前的唐代，有蓄/放水的功能）已损坏或废弃，修复的意义也仅限于文保。
灵渠衔接的湘江兴安至全州河段，长62公里，河窄滩多水急，枯水期可通航1.5-2吨木船。

## 工程特点

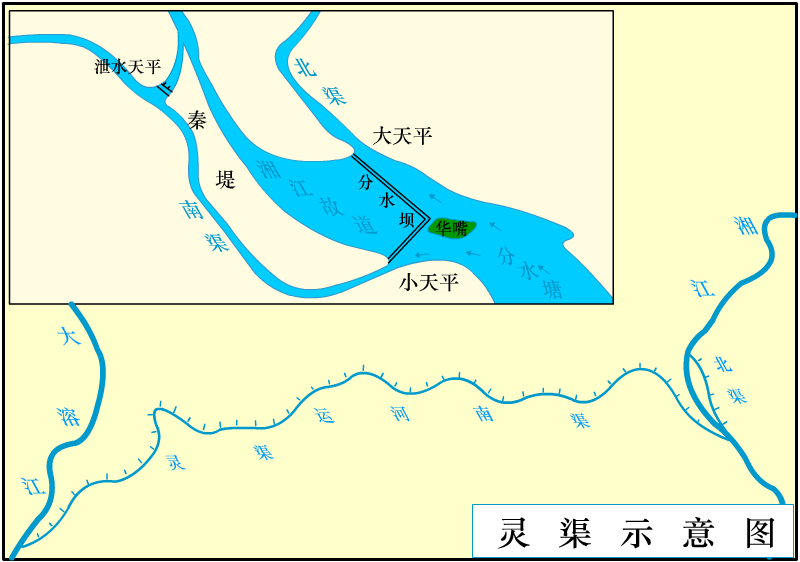
灵渠示意图

灵渠全长36.4公里，由铧嘴、大小天平、泄水天平、南渠、北渠、秦堤和陡门等子工程组成。
铧嘴是灵渠最主要的分水设施，位于兴安县城东南2.5公里的湘江之中。建造时以长石叠砌四周，中间用砂卵石回填而成，高约6米，宽23米，长90米，前锐后钝，状似犁铧。铧嘴将湘江水分为两股，其中七分水顺大天平回流到湘江，三分水经小天平和南渠注入漓江，即所谓的“湘七灕三”。
铧嘴末端紧接着大小天平，因其作用是自动调节水量，故称“天平”。北侧的大天平略高，长380米，南侧的小天平略低，长120米。两天平夹角成95度，与铧嘴合呈“人”字形，并向南北两侧分别延伸，隔断湘江。天平本身为内高外低的斜坡堤坝，最高4米，底宽25米，顶宽2米，以松木为桩，用长条石直插叠砌，层层相扣，状似鱼鳞，故又称鱼鳞石。其顶部用巨石平铺，凿穴灌铁锭卡牢。天平的主要作用是拦江堵水，在汛期时还可使洪水通过天平顶漫入湘江故道，兼具分水与调水的功能，保证渠内安全。
由于兴建灵渠需在湘江上游的海洋河上筑坝壅水并开通分水岭引湘江上游水入漓江，故开挖了南渠，且另开一新渠使水分流仍入湘江，称北渠。南、北渠的水位落差分别为29米和10米，使渠内水流湍急，比降很大，无法行船。因此，秦始皇三十三年（公元前214年）在渠道中设置了陡门（斗门），用以调节门前后水位。陡门宽5.5-5.9米，用长方形石块叠砌而成，两岸陡堤呈相向的弧形，中留航道，设置闸门。它们是船闸的前身，也是世界上最早的运河通航设备。斗门由船上的船工自行开启过船，船过后再关上此门。船行至下一斗门时再重复开关。相邻两斗门及其间的渠段与现代船闸相当。据载，唐代时始设陡门十八，明代增益为三十六，清代为三十二，大都分布在南渠。灵渠斗门的使用直至1956年，随现代运输发展而停止使用。在南渠和北渠内还有4处泄水天平，为专门的溢洪控制设施。灵渠内现可泛舟，两岸桃红柳绿，风景秀美。铧嘴上有分水亭，内竖清乾隆十七年（1752年）查淳所题“湘灕分派”碑和明万历十七年（1589年）梁梦雷所题“伏波遗迹”碑。岸边有四贤祠，所祭祀的秦代史禄、汉代马援、唐代李渤、鱼孟威均是历代主持兴修灵渠的官员。渠上有多座古桥，其中最古老的是万里桥，始建于唐代，因此地至京师长安有万里之遥而得名。此外还有飞来石、三将军墓等许多古迹和题词碑刻。
灵渠北渠是为解决湘江通航问题而建造的。大小天平隔断了上游和湘江故道，船只无法通行，于是开凿了与湘江故道平行的北渠。因为北渠全长3.25公里，开凿于湘江北岸宽阔的一级阶地上。自北陡向北，经打鱼村、花桥，至水泊村汇入湘江。宽10～15米。北陡口高程为211.8米，渠尾高程206.31米，平均坡降1.69‰。中段开挖了连续的3个S型渠段，以降低比降。
灵渠南渠全长33.15公里，可分为4段。